# Аристарх (цар Колхиди)
Аристарх (дав.-гр. Αρίσταρχος; д/н —48 до н. е.) — цар Колхіди у 65—48 до н. е. роках.

## Життєпис
Про його походження нічого невідомо. У 65 році до н. е. під час руху Гнея Помпея Великого на чолі римських військ Кавказом було завдано поразки військ понтійського царя Мітрідата VI. Ймовірно Аристарх був представником греко-колхської знаті, що підтримала Помпея. Останньому сприяв поваленню понтійського намісника Моаферн. Слідом за цим поставлено римлянами царем Колхіди. Церемонія відбулася у Фазісі.
Аристарху протягом 65—64 років до н. е. довелося боротися з Олтаком, що оголосив себе колхідським царем. В Амісі під орудою Помпея відбулися збори колхських династів, де останні визнали владу Аристарха. Гней Помпей розглядав цього царя радше як повіреного в римських інтересах і майбутнього політичного співрозмовника, ніж те, що цей крок був важливий для проведення його внутрішньої політики в країні.
Втім, згодом Аристарх зумів істотно зміцнити свою владу, послабили самостійність місцевих володарів та пустити в обіг монети з легендою ΑΡΙΣΤΑΡΧΟΝ ΤΟΝ ΕΠΙ ΚΟΛΧΙΔΟΣ. Столицю переніс до Діоскуріади. У 50-х роках до н. е. зумів відродити економіку країни, пожвавити торгівлю, особливо завдяки залученню римських купців.
У 49 році до н. е. під час громадянської війни Гнея Помпея Магна з Гаєм Юлієм Цезарем, цар Аристарх підтримав першого. Втім після загибелі Помпея у 48 році до н. е. до Колхіди вдерся Фарнак, цар Боспору. Аристарх вимушений був вести важку війну, в якій зрештою зазнав поразки й загинув.